# Al-Mustakfi II
Pour les articles homonymes, voir Al-Mustakfi.
Abû ar-Rabî` Sulaymân al-Mustakfî bi-llah ou Al-Mustakfî II (? -1451) est un calife abbasside au Caire de 1441 à 1451.

## Biographie
Sulaymân al-Mustakfî est le troisième fils de Muhammad al-Mutawakkil Ier à régner comme calife. Il succède à son frère Al-Mu`tadid II mort en 1441. Son règne comme calife se déroule entièrement sous la tutelle du sultan mamelouk burjite Jaqmaq.
Son frère Al-Qâ'im lui succède en 1451.